# Rodney Fern
Rodney Alan Fern (13 tháng 12 năm 1948 – 16 tháng 1 năm 2018) là một cầu thủ bóng đá người Anh thi đấu ở vị trí tiền đạo.

## Sự nghiệp
Sinh ra ở Burton upon Trent, Fern thi đấu với tư cách nghiệp dư cho Measham Imps trước khi trở thành chuyên nghiệp năm 1967 với Leicester City. Ông cũng thi đấu cho Luton Town, Chesterfield và Rotherham United trước khi giải nghệ năm 1983.
Fern mất ngày 16 tháng 1 năm 2018.